# Vrata (Fužine)
 Vrata  falu Horvátországban, Tengermellék-Hegyvidék megyében. Közigazgatásilag Fužinéhez| tartozik.

## Fekvése
Fiume központjától 23 km-re keletre, községközpontjától  2 km-re északkeletre, az A6-os autópálya és a Zágráb-Fiume vasútvonal mellett fekszik. Határában található az autópálya 257 méter hosszú Vrata alagútja és a Bajer tavon átívelő Bajer-híd.

## Története
A település fejlődése az ország belső részeit a tengermellékkel összekötő Karolina út 1726 és 1737 közötti megépítésének köszönhető. Az út mellett az itt átutazók számára csakhamar betérők, szállások épültek. 1873-ban megépült a Zágráb-Fiume vasútvonal, majd 1995-ben a Zágráb-Fiume autópálya is. A településnek 1857-ben 355, 1910-ben 456 lakosa volt. 1920-ig Modrus-Fiume vármegye Delnicei járásához tartozott. 2011-ben a falunak 285 lakosa volt.

## Lakosság
| Lakosság változása | Lakosság változása | Lakosság változása | Lakosság változása | Lakosság változása | Lakosság változása | Lakosság változása | Lakosság változása | Lakosság változása | Lakosság változása | Lakosság változása | Lakosság változása | Lakosság változása | Lakosság változása | Lakosság változása | Lakosság változása |
| ------------------ | ------------------ | ------------------ | ------------------ | ------------------ | ------------------ | ------------------ | ------------------ | ------------------ | ------------------ | ------------------ | ------------------ | ------------------ | ------------------ | ------------------ | ------------------ |
| 1857               | 1869               | 1880               | 1890               | 1900               | 1910               | 1921               | 1931               | 1948               | 1953               | 1961               | 1971               | 1981               | 1991               | 2001               | 2011               |
| 355                | 417                | 382                | 643                | 665                | 456                | 393                | 370                | 302                | 426                | 472                | 369                | 383                | 308                | 309                | 285                |

## Nevezetességei
- A Lourdes-i Szűzanya tiszteletére szentelt temploma a fužinei plébánia filiája.
- Itt található a "Gmajna" rekreációs központ.